# Penser Joch
De Penser Joch (Italiaans, Passo di Pénnes) is een bergpas in het Italiaanse Zuid-Tirol. De 2211 meter hoge pas vormt de verbinding tussen het Sarntal ten noorden van de provinciehoofdstad Bozen (Bolzano) en het Wipptal bij Sterzing (Vipiteno). Hemelsbreed is de route over de Penser Joch de kortste verbinding tussen Bozen en het Oostenrijkse Innsbruck. In 1938 kwam de huidige weg, met de aanlegging van het deel tussen de top en Sterzing gereed.
De pashoogte is zowel vanuit noordelijke als vanuit zuidelijke richting te bereiken via een goed berijdbare weg. Nabij de top is deze echter af en toe smaller en bochtiger. Vanaf de Penser Joch heeft men een goed uitzicht over de Zillertaler Alpen.
Agnello · Aprica · Assietta · Baremone · Brenner · Brocon · Cadibona · Capannelle · Campolongo · Costalunga · Croce Dominii · Cuvignone · Duran · Esischie · Falzarego · Fauniera · Fedaia · Finestre · Forcola di Livigno · Foscagno · Gardena · Gavia · Giau · Giogo di Bala · Grote Sint-Bernhard · Jaufen · Joux · Kleine Sint-Bernhard · Lavaze · Leonessa · Lombarda · Maddalena · Manghen · Maniva · Mendel · Montgenèvre · Mont-Cenis · Monte Cristo · Mortirolo · Nigra · Nivolet · Penser Joch · Platigliolepas · Pfitscherjoch · Plöcken · Pordoi · Pratoriscio · Predil · Presolana · Reschen · Rolle · Sampeyre · San Carlo · San Marco · San Pellegrino · San Zeno · Scale · Sella · Sestriere · Sommeiller · Splügen · Staller Sattel · Staulanza · Stelvio · Tenda · Timmelsjoch · Tonale · Tre Croci · Tremalzo · Umbrail · Val Bighera · Valcavera · Valles · Valparola · Via del Sale · Vivione · Würz